# Patrizio Stronati
Patrizio Stronati (Hlučín, 17 novembre 1994) è un calciatore ceco, difensore della Puskás Akadémia e della nazionale ceca.

## Biografia
Nasce in Repubblica Ceca da padre italiano e madre ceca. A causa del divorzio dei suoi genitori, all'età di 3 anni va a vivere nella Slesia con la madre.

## Carriera

### Club
Cresciuto calcisticamente in Repubblica Ceca, Stronati si forma nelle file dello Hlučín. Nel gennaio 2015 passa all'Austria Vienna, debuttando nella Bundesliga austriaca il 21 febbraio 2015, nella vittoria per 5-2 contro il Rheindorf Altach e riuscendo a marcare la sua prima rete.

### Nazionale
Ha militato nelle nazionali giovanili ceche Under-19, Under-20 ed Under-21.
Esordisce in nazionale maggiore il 16 novembre 2022 nell'amichevole vinta 5-0 contro le Fær Øer, in cui ha pure trovato il suo primo gol con la selezione ceca.

## Statistiche

### Presenze e reti nei club
Statistiche aggiornate al 12 febbraio 2023.
| Stagione                 | Squadra                  | Campionato               | Campionato | Campionato | Coppe nazionali | Coppe nazionali | Coppe nazionali | Coppe continentali | Coppe continentali | Coppe continentali | Altre coppe | Altre coppe | Altre coppe | Totale | Totale |
| Stagione                 | Squadra                  | Comp                     | Pres       | Reti       | Comp            | Pres            | Reti            | Comp               | Pres               | Reti               | Comp        | Pres        | Reti        | Pres   | Reti   |
| ------------------------ | ------------------------ | ------------------------ | ---------- | ---------- | --------------- | --------------- | --------------- | ------------------ | ------------------ | ------------------ | ----------- | ----------- | ----------- | ------ | ------ |
| apr.-mag. 2013           | Baník Ostrava            | 1L                       | 6          | 0          | CRC             | -               | -               |                    | -                  | -                  |             | -           | -           | 6      | 0      |
| 2013-2014                | Baník Ostrava            | 1L                       | 3          | 0          | CRC             | 0               | 0               |                    | -                  | -                  |             | -           | -           | 3      | 0      |
| 2014-gen. 2015           | Baník Ostrava            | 1L                       | 15         | 1          | CRC             | 2               | 0               |                    | -                  | -                  |             | -           | -           | 17     | 1      |
| Totale Baník Ostrava     | Totale Baník Ostrava     | Totale Baník Ostrava     | 24         | 1          |                 | 2               | 0               |                    | -                  | -                  |             | -           | -           | 26     | 1      |
| gen.-giu. 2015           | Austria Vienna II        | RL                       | 12         | 1          |                 | -               | -               |                    | -                  | -                  |             | -           | -           | 12     | 1      |
| 2015-2016                | Austria Vienna II        | RL                       | 1          | 0          |                 | -               | -               |                    | -                  | -                  |             | -           | -           | 1      | 0      |
| 2016-gen. 2017           | Austria Vienna II        | RL                       | 3          | 0          |                 | -               | -               |                    | -                  | -                  |             | -           | -           | 3      | 0      |
| Totale Austria Vienna II | Totale Austria Vienna II | Totale Austria Vienna II | 16         | 1          |                 | -               | -               |                    | -                  | -                  |             | -           | -           | 16     | 1      |
| gen.-giu. 2015           | Austria Vienna           | BL                       | 9          | 1          | CA              | 3               | 0               |                    | -                  | -                  |             | -           | -           | 12     | 1      |
| 2015-2016                | Austria Vienna           | BL                       | 3          | 0          | CA              | 2               | 0               |                    | -                  | -                  |             | -           | -           | 5      | 0      |
| 2016-gen. 2017           | Austria Vienna           | BL                       | 2          | 0          | CA              | 1               | 0               | UEL                | 2                  | 0                  |             | -           | -           | 5      | 0      |
| gen.-giu. 2017           | Mladá Boleslav           | 1L                       | 14         | 0          | CRC             | 2               | 0               |                    | -                  | -                  |             | -           | -           | 16     | 0      |
| lug.-dic. 2017           | Mladá Boleslav           | 1L                       | 14         | 1          | CRC             | 2               | 0               | UEL                | 2                  | 0                  |             | -           | -           | 18     | 1      |
| Totale Mlada Boleslav    | Totale Mlada Boleslav    | Totale Mlada Boleslav    | 28         | 1          |                 | 4               | 0               |                    | 2                  | 0                  |             | -           | -           | 34     | 1      |
| gen.-giu. 2018           | Austria Vienna           | BL                       | 4          | 1          | CA              | -               | -               | UEL                | -                  | -                  |             | -           | -           | 4      | 1      |
| Totale Austria Vienna    | Totale Austria Vienna    | Totale Austria Vienna    | 18         | 2          |                 | 6               | 0               |                    | 2                  | 0                  |             | -           | -           | 26     | 2      |
| 2018-2019                | Baník Ostrava            | 1L                       | 29+6       | 2+0        | CRC             | 6               | 0               |                    | -                  | -                  |             | -           | -           | 41     | 2      |
| 2019-2020                | Baník Ostrava            | 1L                       | 25+5       | 3+1        | CRC             | 3               | 0               |                    | -                  | -                  |             | -           | -           | 33     | 4      |
| 2020-2021                | Baník Ostrava            | 1L                       | 30         | 2          | CRC             | 2               | 0               |                    | -                  | -                  |             | -           | -           | 32     | 2      |
| Totale Baník Ostrava     | Totale Baník Ostrava     | Totale Baník Ostrava     | 95         | 8          |                 | 11              | 0               |                    | -                  | -                  |             | -           | -           | 106    | 8      |
| 2021-2022                | Puskás Akadémia          | NB1                      | 26         | 1          | CU              | 0               | 0               | UECL               | 4                  | 0                  |             | -           | -           | 30     | 1      |
| 2022-2023                | Puskás Akadémia          | NB1                      | 19         | 0          | CU              | 3               | 0               | UECL               | 2                  | 0                  |             | -           | -           | 24     | 0      |
| Totale Puskás Akadémia   | Totale Puskás Akadémia   | Totale Puskás Akadémia   | 45         | 1          |                 | 3               | 0               |                    | 6                  | 0                  |             | -           | -           | 54     | 1      |
| Totale carriera          | Totale carriera          | Totale carriera          | 226        | 14         |                 | 26              | 0               |                    | 10                 | 0                  |             | -           | -           | 262    | 14     |

### Cronologia presenze e reti in nazionale
| Cronologia completa delle presenze e delle reti in nazionale ― Rep. Ceca | Cronologia completa delle presenze e delle reti in nazionale ― Rep. Ceca | Cronologia completa delle presenze e delle reti in nazionale ― Rep. Ceca | Cronologia completa delle presenze e delle reti in nazionale ― Rep. Ceca | Cronologia completa delle presenze e delle reti in nazionale ― Rep. Ceca | Cronologia completa delle presenze e delle reti in nazionale ― Rep. Ceca | Cronologia completa delle presenze e delle reti in nazionale ― Rep. Ceca | Cronologia completa delle presenze e delle reti in nazionale ― Rep. Ceca |
| Data                                                                     | Città                                                                    | In casa                                                                  | Risultato                                                                | Ospiti                                                                   | Competizione                                                             | Reti                                                                     | Note                                                                     |
| ------------------------------------------------------------------------ | ------------------------------------------------------------------------ | ------------------------------------------------------------------------ | ------------------------------------------------------------------------ | ------------------------------------------------------------------------ | ------------------------------------------------------------------------ | ------------------------------------------------------------------------ | ------------------------------------------------------------------------ |
| 16-11-2022                                                               | Olomouc                                                                  | Rep. Ceca                                                                | 5 – 0                                                                    | Fær Øer                                                                  | Amichevole                                                               | 1                                                                        | 46’                                                                      |
| 19-11-2022                                                               | Gaziantep                                                                | Turchia                                                                  | 2 – 1                                                                    | Rep. Ceca                                                                | Amichevole                                                               | -                                                                        | 90+1’                                                                    |
| 20-6-2023                                                                | Podgorica                                                                | Montenegro                                                               | 1 – 4                                                                    | Rep. Ceca                                                                | Amichevole                                                               | -                                                                        |                                                                          |
| 10-9-2023                                                                | Budapest                                                                 | Ungheria                                                                 | 1 – 1                                                                    | Rep. Ceca                                                                | Amichevole                                                               | -                                                                        |                                                                          |
| Totale                                                                   |                                                                          | Presenze                                                                 | 4                                                                        |                                                                          | Reti                                                                     | 1                                                                        |                                                                          |